# Мартинес, Вальтер
Ва́льтер Хулиа́н Марти́нес Ра́мос (исп. Walter Julián Martínez Ramos; 28 марта 1982[…], Тегусигальпа — 11 августа 2019, Нью-Йорк, Нью-Йорк) — гондурасский футболист, полузащитник.

## Карьера

### Клубная
Мартинес начал карьеру в 2001 году в клубе «Виктория».
В 2007 году заключил контракт с китайским клубом «Бэйцзин Гоань», в котором выступал до перехода в испанский клуб «Алавес» в 2009 году.

### В сборной
В сборной Гондураса Мартинес играл с 2002 года.

#### Забитые мячи
По состоянию на 4 июля 2010 года:
| № | Дата            | Место                                                            | Соперник  | Счёт | Итог | Соревнование                                               |
| - | --------------- | ---------------------------------------------------------------- | --------- | ---- | ---- | ---------------------------------------------------------- |
| 1 | 10 октября 2006 | «Алонсо Хёрндон», Атланта, Соединённые Штаты Америки             | Гватемала | 2:0  | 2:1  | Товарищеский матч                                          |
| 2 | 14 октября 2007 | «Tiburcio Carías Andino», Тегусигальпа, Гондурас                 | Панама    | 1:0  | 1:0  | Товарищеский матч                                          |
| 3 | 17 ноября 2007  | «Долфин», Майами, Соединённые Штаты Америки                      | Гватемала | 1:0  | 1:0  | Товарищеский матч                                          |
| 4 | 7 июня 2008     | «Nilmo Edwards», Ла-Сейба, Гондурас                              | Гаити     | 1:0  | 3:1  | Товарищеский матч                                          |
| 5 | 11 октября 2008 | «Olímpico Metropolitano», Сан-Педро-Сула, Гондурас               | Канада    | 1:0  | 3:1  | Отборочный турнир ЧМ-2010 в Североамериканской зоне        |
| 6 | 22 января 2009  | «Tiburcio Carías Andino», Тегусигальпа, Гондурас                 | Белиз     | 2:0  | 2:1  | Матч группового этапа Кубка наций Центральной Америки 2009 |
| 7 | 24 января 2009  | «Tiburcio Carías Andino», Тегусигальпа, Гондурас                 | Никарагуа | 4:1  | 4:1  | Матч группового этапа Кубка наций Центральной Америки 2009 |
| 8 | 11 июля 2009    | «Жиллетт», Фоксборо, Соединённые Штаты Америки                   | Гренада   | 1:0  | 4:0  | Матч группового этапа Золотого кубка КОНКАКАФ 2009         |
| 9 | 18 июля 2009    | «Линкольн Файнэншл Филд», Филадельфия, Соединённые Штаты Америки | Канада    | 1:0  | 1:0  | Четвертьфинальный матч Золотого кубка КОНКАКАФ 2009        |